# Tripping (chanson)
Pour les articles homonymes, voir Tripping.
Albums de Robbie Williams
Escapology
(2002) Rudebox
(2006)
Tripping est une chanson du chanteur Robbie Williams. Il s’agit du premier single de son album sorti en 2005 Intensive Care. Le single dispose aussi du morceau Make Me Pure du même album.
Le rythme de la chanson provient d'un travail du groupe anglais The Clash. Comparée aux chansons précédentes, Tripping est considérée comme plus sombre et nostalgique. 

## Clip vidéo
Dirigé par Johan Renck, le clip inclut Robbie que l’on voit courir sans avancer. Il s'agirait en fait d'une inspiration d'un rêve de l'artiste. D'ailleurs, la vidéo le met en scène dans son lit, peu à l'aise, en plein cauchemar. À l'intérieur de cette mésaventure imaginaire, il est représenté comme un individu dont les jambes sont bloquées, courant à vide dans un couloir où nul issue ne se présente. On l’aperçoit plus loin dans le clip dans une Saab 95, avec un fond stéréotypé des années 1950, accompagné d'un bébé parlant et de jumelles lesbiennes.

## Popularité
La chanson est devenue un succès mondial pour Robbie Williams, intégrant le top 10 de la majorité des pays européens, dont classé no 2 au Royaume-Uni. Sa chanson restera dans le top 10 6 semaines, et 15 dans le top 75. Le single a atteint la place numéro une en Argentine, Allemagne, Italie, Taïwan et au Portugal. En Suisse, le single est certifié d’Or. Au Mexique, la chanson atteindra la 19e place et fut la 11e chanson la plus jouée de l’année. En Australie, le single prit une place à la 17e position et 35 000 exemplaires furent vendus en étant certifié Or par l'ARIA.

## Formats et Pistes
Ci-dessous sont les formats et pistes du single Tripping.
RU 2-Track CD Single

(En vente le 3 octobre 2005)
1. Tripping - 4:36
2. Make Me Pure [Edit] - 3:49

RU CD Maxi

(En vente le 3 octobre 2005)
1. Tripping - 4:36
2. Make Me Pure [Edit] - 3:49
3. Meet The Stars - 4:29
4. Tripping: Derrière les scènes du clip & Galerie photo

RU DVD

(En vente le 3 octobre 2005)
1. Tripping Clip vidéo
2. Make Me Pure Clip vidéo
3. Tripping: Derrière les scènes du clip & Galerie photo
4. Bag Full Of Silly Audio

## Certifications & Ventes
| Pays      | Certification | Exemplaires vendus |
| --------- | ------------- | ------------------ |
| Australie | Or            | 35 000+            |
| Suisse    | Or            | 10 000+            |

### Classements hebdomadaires
| Classement (2005)                       | Meilleure position |
| --------------------------------------- | ------------------ |
| Australie (ARIA)                        | 7                  |
| Autriche (Ö3 Austria Top 40)            | 2                  |
| Belgique (Flandre Ultratop 50 Singles)  | 8                  |
| Belgique (Wallonie Ultratop 50 Singles) | 11                 |
| Danemark (Tracklisten)                  | 3                  |
| Écosse (OCC)                            | 2                  |
| Espagne (PROMUSICAE)                    | 2                  |
| Finlande (Suomen virallinen lista)      | 4                  |
| France (SNEP)                           | 9                  |
| Grèce (IFPI Greece)                     | 12                 |
| Hongrie (Rádiós Top 40)                 | 3                  |
| Italie (FIMI)                           | 1                  |
| Norvège (VG-lista)                      | 2                  |
| Nouvelle-Zélande (RMNZ)                 | 20                 |
| Pays-Bas (Nederlandse Top 40)           | 1                  |
| Pays-Bas (Single Top 100)               | 2                  |
| Tchéquie (IFPI Rádio)                   | 1                  |
| Roumanie (Romanian Top 100)             | 16                 |
| Suède (Sverigetopplistan)               | 2                  |
| Suisse (Schweizer Hitparade)            | 9                  |